# Epinephelus costae
Epinephelus costae is een straalvinnige vis uit de familie van de Zaag of Zeebaarzen. De soort komt voor in het noordoosten, het oosten en het zuidoosten van de Atlantische Oceaan en in de Middellandse Zee en kan een lengte bereiken van 140 centimeter.